# バニレキプフェル

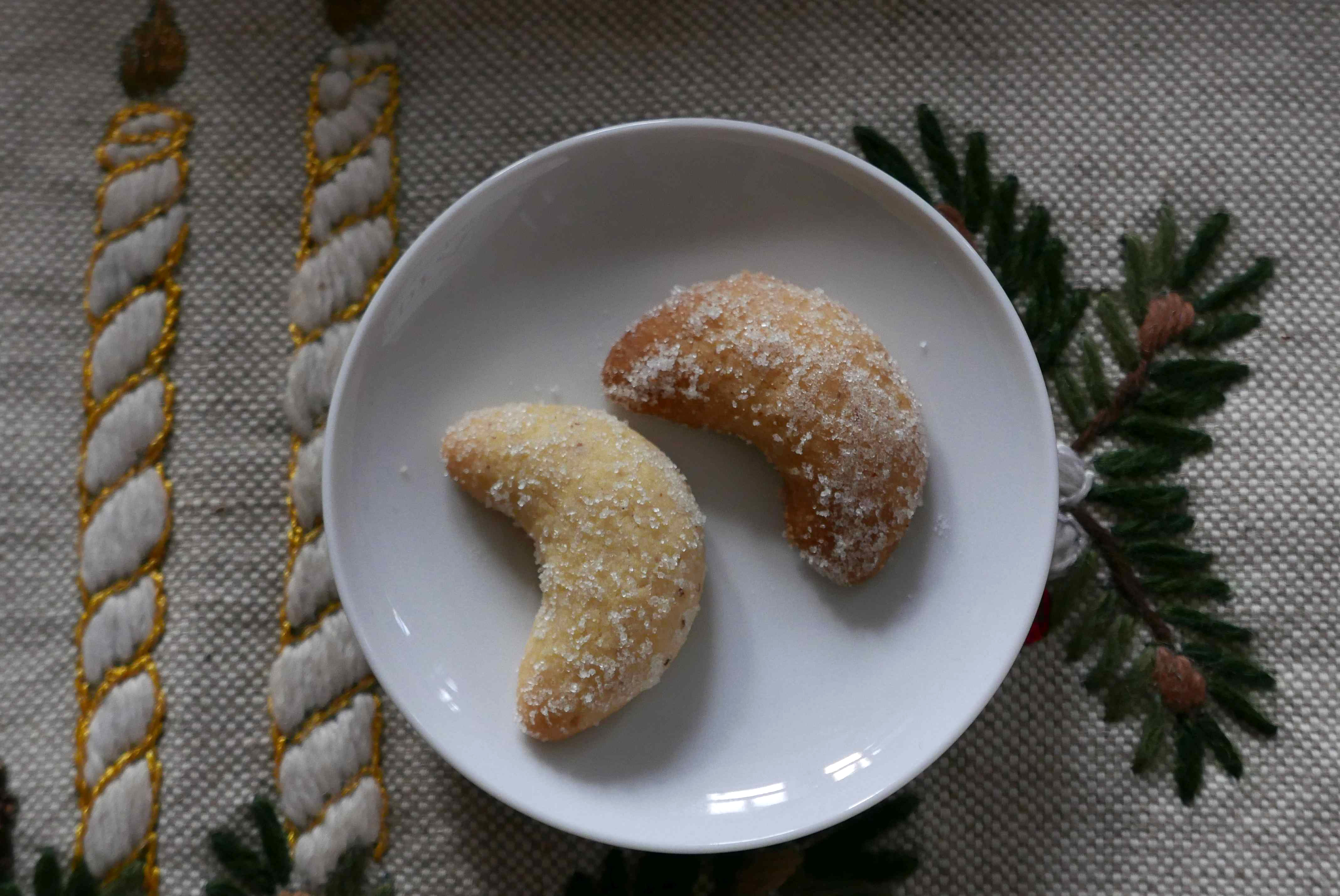
バニレキプフェルの例

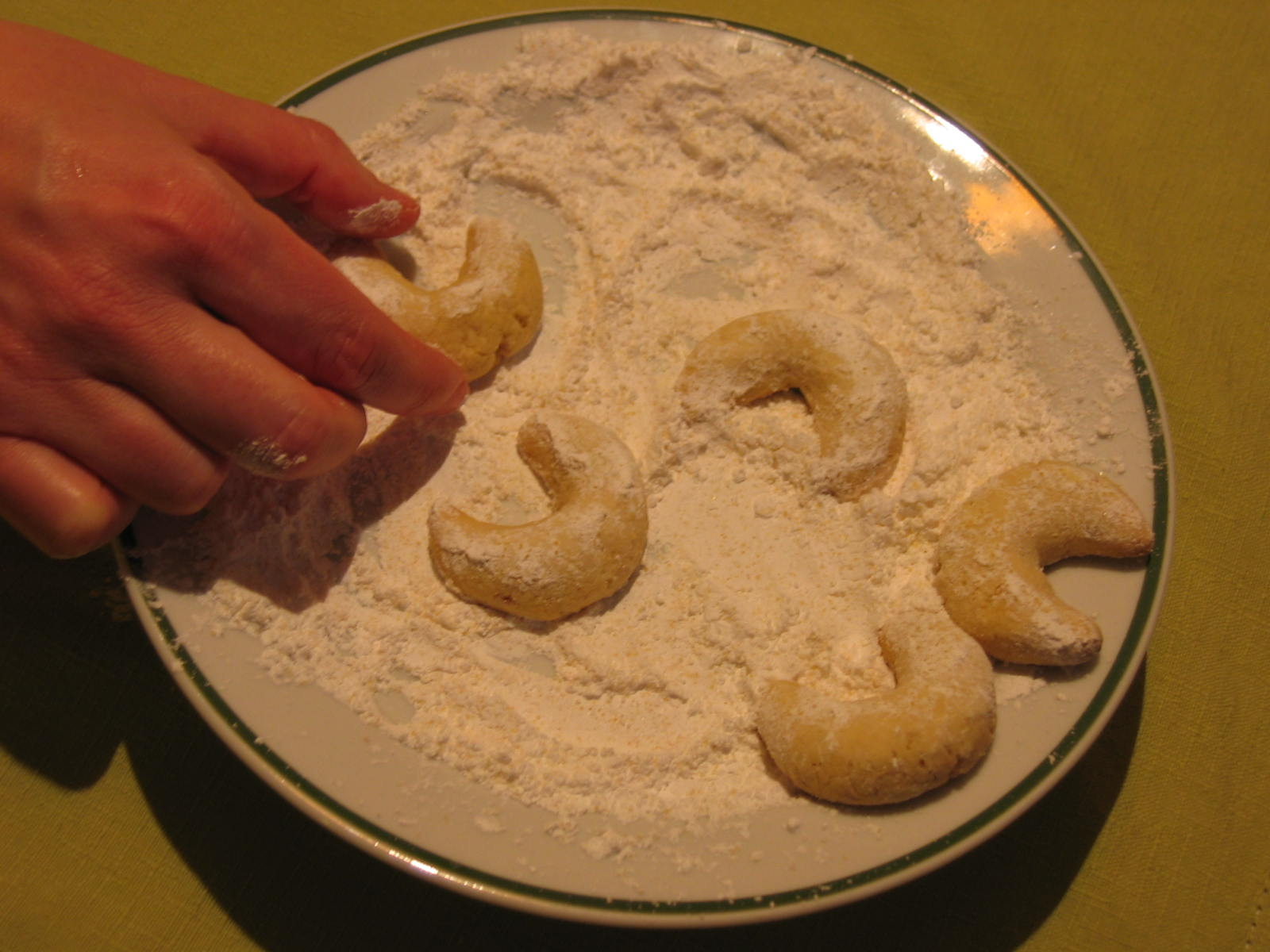
バニレキプフェルに粉砂糖をまぶしているところ

バニレキプフェル、バニレキプファルン、ヴァニレキプフェルン、バニラキプフェルン（ドイツ語: Vanillekipferl）はドイツ南部、オーストリアの菓子。
待降節（クリスマス前の4週間）に食べられる定番菓子の1つである。マリー・アントワネットが好んだ菓子とされる。
「vanille」はバニラ、「kipferl」は三日月の意味である。
型を使わず手で成形できることから、各家庭でもよく作られる。仕上げに粉砂糖を振りかける、まぶすなどして、白い見た目にする。